# Chromebook Pixel
Chromebook Pixel是Google Chromebook系列高端筆記本電腦，預裝了Chrome操作系統，是消費力的電子產品的一部分。

## 歷史
當時負責Chrome和Android的工程部高級副總裁Sundar Pichai表示，高端Pixel模型背後的目標是“推動邊界並創造一些高端產品，谷歌工程師自問：「如果我們真的想以盡可能最好的價格設計出最好的電腦，我們該怎麼辦？」
2016年8月，谷歌停產了Chromebook Pixel。 2017年10月4日，Google宣布將Pixelbook筆記本2合1混合電腦作為Chromebook Pixel的繼任者。
2018年8月27日 Google 通知 2013 年版的 Chromebook Pixel 用户，它将停止支持该型号。

## 技術
這款筆記本電腦在2013年2月21日在美國發布的筆記本電腦市場的高端市場上銷售，筆記本電腦採用觸摸屏，具有任何筆記本電腦的最高像素密度，Wired描述為外形設計為一個簡潔的矩形鋁塊，邊緣微妙圓滑, 蓋上還有一個彩色燈條，純粹是因為它的酷炫因素。  第二代PixelLTE無線通信和兩倍的存儲容量已於2013年4月12日發貨，並且價格略高於基本型號。
除了Chrome操作系統之外，Pixel以及其他Chromebook還可以運行其他操作系統，包括Ubuntu和Android，從而支持更多的離線應用程序。 Linux开发者Linus Torvalds用Fedora 18 替換了他的Chromebook Pixel上的Chrome操作系統，僱傭了紅帽工程師David Miller的工作。Torvalds曾讚揚Pixel屏幕，但不贊成操作系統，他認為它更適合於較舊的硬件。

## 型號
| 發布日期 | 2013年2月                                                                           | 2013年4月                                                                           | 2015年3月                                                                               | 2015年3月                                                                               |                                                                                     |                                                                                     |                                                                                     |                                                                                     |
| 市場價格 | US$1299                                                                             | US$1449                                                                             | US$999                                                                                  | US$1299                                                                                 |                                                                                     |                                                                                     |                                                                                     |                                                                                     |
| 尺寸     | 297.7×224.6×16.2毫米                                                                | 297.7×224.6×16.2毫米                                                                | 297.7×224.55×15.3毫米                                                                   | 297.7×224.55×15.3毫米                                                                   |                                                                                     |                                                                                     |                                                                                     |                                                                                     |
| 重量     | 1.52kg                                                                              | 1.52kg                                                                              | 1.5kg                                                                                   | 1.5kg                                                                                   |                                                                                     |                                                                                     |                                                                                     |                                                                                     |
| 處理器   | Intel Core i5-3427U (雙核1.8 GHz) (CPU) Intel HD Graphics 4000 (集成) (GPU)         | Intel Core i5-3427U (雙核1.8 GHz) (CPU) Intel HD Graphics 4000 (集成) (GPU)         | Intel Core i5-5200U (雙核2.2 GHz) (CPU) Intel HD Graphics 5500 (集成) (GPU)             | Intel Core i7-5500U (雙核2.4 GHz) (CPU) Intel HD Graphics 5500 (集成) (GPU)             |                                                                                     |                                                                                     |                                                                                     |                                                                                     |
| 記憶體   | 4 GB DDR3 RAM                                                                       | 4 GB DDR3 RAM                                                                       | 8 GB DDR3 RAM                                                                           | 16 GB DDR3 RAM                                                                          |                                                                                     |                                                                                     |                                                                                     |                                                                                     |
| 存儲     | 32 GB SSD                                                                           | 64 GB SSD                                                                           | 32 GB SSD                                                                               | 64 GB SSD                                                                               |                                                                                     |                                                                                     |                                                                                     |                                                                                     |
| 屏幕     | 12.85" 2,560×1,700 (239 ppi) 長寬比3：2 400 cd/m2 178° 可視角度 多點觸控 大猩猩玻璃 | 12.85" 2,560×1,700 (239 ppi) 長寬比3：2 400 cd/m2 178° 可視角度 多點觸控 大猩猩玻璃 | 12.85" 2,560×1,700 (239 ppi) 長寬比3：2 400 cd/m2 178° 可視角度 多點觸控 大猩猩玻璃     | 12.85" 2,560×1,700 (239 ppi) 長寬比3：2 400 cd/m2 178° 可視角度 多點觸控 大猩猩玻璃     | 12.85" 2,560×1,700 (239 ppi) 長寬比3：2 400 cd/m2 178° 可視角度 多點觸控 大猩猩玻璃 | 12.85" 2,560×1,700 (239 ppi) 長寬比3：2 400 cd/m2 178° 可視角度 多點觸控 大猩猩玻璃 | 12.85" 2,560×1,700 (239 ppi) 長寬比3：2 400 cd/m2 178° 可視角度 多點觸控 大猩猩玻璃 | 12.85" 2,560×1,700 (239 ppi) 長寬比3：2 400 cd/m2 178° 可視角度 多點觸控 大猩猩玻璃 |
| 攝像頭   | 720p高清，集成                                                                      | 720p高清，集成                                                                      | 720p高清，集成                                                                          | 720p高清，集成                                                                          |                                                                                     |                                                                                     |                                                                                     |                                                                                     |
| 鍵盤     | 背光                                                                                | 背光                                                                                | 背光                                                                                    | 背光                                                                                    |                                                                                     |                                                                                     |                                                                                     |                                                                                     |
| 觸摸板   | 可點擊，蝕刻玻璃                                                                    | 可點擊，蝕刻玻璃                                                                    | 可點擊，蝕刻玻璃                                                                        | 可點擊，蝕刻玻璃                                                                        |                                                                                     |                                                                                     |                                                                                     |                                                                                     |
| 音頻     | 3.5毫米組合耳機/麥克風插孔 3個內置麥克風 集成DSP（用於消除噪音） 立體聲揚聲器       | 3.5毫米組合耳機/麥克風插孔 3個內置麥克風 集成DSP（用於消除噪音） 立體聲揚聲器       | 3.5毫米組合耳機/麥克風插孔 3個內置麥克風 集成DSP（用於消除噪音） 立體聲揚聲器           | 3.5毫米組合耳機/麥克風插孔 3個內置麥克風 集成DSP（用於消除噪音） 立體聲揚聲器           |                                                                                     |                                                                                     |                                                                                     |                                                                                     |
| 端口     | 2 × USB 2.0 Mini DisplayPort SD/MMC 讀卡器                                          | 2 × USB 2.0 Mini DisplayPort SD/MMC 讀卡器                                          | 2 × USB 3.1 Type-C (5Gbit / s數據，電源輸入，視頻輸出) 2 × USB 3.0 Type-A SD/MMC 讀卡器 | 2 × USB 3.1 Type-C (5Gbit / s數據，電源輸入，視頻輸出) 2 × USB 3.0 Type-A SD/MMC 讀卡器 |                                                                                     |                                                                                     |                                                                                     |                                                                                     |
| WiFi     | 802.11a/b/g/n 雙頻 (2.4/5 GHz) 2×2 MIMO                                             | 802.11a/b/g/n 雙頻 (2.4/5 GHz) 2×2 MIMO                                             | 802.11a/b/g/n/ac 雙頻 (2.4/5 GHz) 2×2 MIMO                                              | 802.11a/b/g/n/ac 雙頻 (2.4/5 GHz) 2×2 MIMO                                              |                                                                                     |                                                                                     |                                                                                     |                                                                                     |
| 藍牙     | Bluetooth 3.0                                                                       | Bluetooth 3.0                                                                       | Bluetooth 4.0                                                                           | Bluetooth 4.0                                                                           |                                                                                     |                                                                                     |                                                                                     |                                                                                     |
| 無線     | -                                                                                   | LTE調製解調器                                                                       | -                                                                                       | -                                                                                       |                                                                                     |                                                                                     |                                                                                     |                                                                                     |
| 電池     | 59 Wh (5小時有效使用)                                                               | 59 Wh (5小時有效使用)                                                               | 72 Wh (12 hours有效使用)                                                                | 72 Wh (12 hours有效使用)                                                                |                                                                                     |                                                                                     |                                                                                     |                                                                                     |
| 額外內容 | 1 TB Google Drive存儲空間3年 12個會話GoGo Internet 100 MB /月免費 （僅限LTE）       | 1 TB Google Drive存儲空間3年 12個會話GoGo Internet 100 MB /月免費 （僅限LTE）       | 1 TB Google Drive存儲空間3年 GoGo Internet 12次會議                                     | 1 TB Google Drive存儲空間3年 GoGo Internet 12次會議                                     |                                                                                     |                                                                                     |                                                                                     |                                                                                     |

## 評價
從2013年2月發布以來，Chromebook Pixel受到了高度的技術媒體關注，並立即與類似價格的Windows機器和MacBook Air進行比較。福布斯雜誌將Chromebook Pixel與類似價位的MacBook相比較，不利。該評論員指出Chromebook Pixel的高價標籤帶來了Chrome操作系統帶來的明顯限制。
CNET評論指出了Chromebook Pixel的高技術規格。然而，該評論還指出：「基於網絡的Chrome操作系統要求您在線執行大部分任務; Web應用程序無法與大多數Windows或Mac軟件進行比較，尤其是對於以視頻為中心的媒體活動。」 同樣地，PC雜誌評論中說「Chromebook Pixel本質上是一種瘦客戶機筆記本採用了絢麗屏。」
Engadget的評論對構建質量和對細節的關注留下了深刻的印象，特別是Google首次嘗試使用筆記本電腦。然而，考慮到系統的局限性，評論者還認為與發佈時與頂級筆記本電腦匹配的價格標籤太高。「它包含了一個人人始終連接在一起的世界，一切都在網絡上完成 - 這個世界很少人有網絡。」
在ZDNet評論中，電池壽命，散熱和風扇噪音都受到了批評。評論者還表示：「Chromebook Pixel可以做得很好，但由於缺乏觸控優化應用程序，並且不支持桌面/傳統應用程序，因此它的使用可能會受到限制，這取決於您的需求。」
The Verge的評論者對整理質量和技術規格印象深刻，但發現該產品缺乏一些軟件功能，例如Photoshop上的圖像編輯和Evernote等生產力工具。這些缺陷促使他在工作時放棄Chromebook Pixel，並返回到他的MacBook。
Register和PC World將Chromebook Pixel視為一款概念設備，這是Google的出價，旨在推動其硬件合作夥伴生產更多功能豐富的設備。 CCS Insight分析師Geoff Blaber 在接受BBC採訪時表示，「Chromebook一直在努力爭取相關性」，它們主要用於娛樂和功能更多的個人電腦。「Pixel」不會改變Chromebook的前景，但Google希望它能成為一個旗艦產品，為更廣泛的產品組合帶來光環效應。